# Cryphia paulina
Cryphia paulina là một loài bướm đêm thuộc họ Noctuidae. Nó được tìm thấy ở miền đông Arabia, Israel, Jordan và the Sinai ở Ai Cập.
Con trưởng thành bay từ tháng 4 đến tháng 5. Có thể có một lứa một năm.
Ấu trùng có thể ăn lichen.